# Hinstock
Hinstock is een civil parish in het bestuurlijke gebied [[Shropcivil parishshire Council|Shropshire]], in het Engelse graafschap Shropshire met 1200 inwoners.